# بدرة (إيران)
بدرة (بالفارسية: بدره) هي منطقة سكنية تقع في إيران في مقاطعة بدرة في محافظة عيلام. يقدر عدد سكانها بـ 3,775 نسمة .